# Monumento ad Anita Garibaldi
Il monumento ad Anita Garibaldi è una grande statua equestre installata sul Gianicolo.

## Storia

### I primi progetti
In origine, l'idea del monumento di Anita
nacque nel 1905 in previsione del 1º centenario della nascita di Giuseppe Garibaldi (1807). Il comitato, presieduto dal reduce garibaldino Augusto Elia e dal presidente della Camera dei deputati Giuseppe Biancheri, avviò nell'aprile 1906 una pubblica sottoscrizione di raccolta fondi. Nel novembre dell'anno successivo, si diede l'incarico a Mario Rutelli, tramite chiamata diretta vista la sua fama di autore monumentale, affinché progettasse la statua da collocare in piazza d'Italia, attuale piazza Giuseppe Gioacchino Belli. L'opera, rappresentante Anita morente tra le braccia del marito nella pineta ravennate, venne bocciata dalla Commissione Comunale di Storia ed Arte, 
Successivamente alla presentazione di un bozzetto ad opera di Carlo Fontana (Anita a cavallo, in atto di raggiungere Garibaldi nella battaglia di San Simon), bocciato anch'esso, si rese necessario un secondo concorso ma nessuno dei 43 bozzetti presentati fu ritenuto idoneo né dalla cittadinanza né dalla commissione, composta dagli scultori Giulio Monteverde, Ettore Ferrari, Cesare Zocchi e dall'arch. Manfredo Manfredi. Si decise quindi di invitare gli autori dei progetti migliori (Ettore Ximenes, che abbandonò durante la seconda fase della competizione, Carlo Fontana, Adolfo Laurenti, Giuseppe Tonnini) a presentare, entro il 30 luglio 1907, un nuovo bozzetto: nessuno di questi fu approvato dalla Commissione e l'iniziativa si sciolse nuovamente.

### Il progetto definitivo
Solo a fine anni Venti, il pronipote di Garibaldi, Ezio, in qualità di presidente della Federazione Nazionale dei Volontari Garibaldini, riuscì ad avviare nuovamente la promozione del monumento, coinvolgendo dapprima altri scultori prima di Rutelli, dapprima il maltese Antonio Sciortino, il quale aveva reinterpretato il bozzetto di Fontana, poi Giuseppe Guastalla, allievo di Ferrari, il quale bozzetto fu prescelto «per la sua linea classica e la felice sintesi plastica che nei fregi del bassorilievo basamentale riassumono l'epica vita» di Anita. Nel frattempo Garibaldi fece istituzionalizzare il progetto, sotto stretto controllo di Mussolini. Nell'aprile del 1928 il Gabinetto del Ministro degli Interni concesse un terreno sul Gianicolo (vicino all'allora Villa Helbig, attuale Villa Lante per la realizzazione dell'opera nonostante fosse già predestinata al monumento dell'Aviere. Introducendo la realizzazione dell'opera nelle imminenti celebrazioni del 1932 per i cinquant'anni dalla morte dell'Eroe e del decennale fascista, il gerarca voleva così sottolineare il superamento del garibaldinismo verso l'allora in atto trasformazione politica italiana in ottica fascista.
Il progetto per il monumento ad Anita, ancora nel 1929, comprendeva progetti, oltre che di Guastalla (che dovette presentare ulteriori dettagli almeno sino al marzo di quell'anno, compreso il totale delle spese, 693.000 lire escluso dei costi della materia prima), anche di Aldo Gamba e Angiolo Vannetti. Nel frattempo, vi fu anche il “rilancio” di Rutelli, che scrive ad Ezio a maggio ricordando quanto tale tema avesse «travagliato per anni» il suo spirito d'artista e proponendo un nuovo bozzetto a fronte del cambio di destinazione. Bozzetto che incontrò il favore di Mussolini, a fronte della poi somma stanziata di 750.000 lire per il bozzetto da presentare nel luglio seguente. In dicembre, a seguito anche, probabilmente, di una lettera di Constance Hopfcraft, vedova di Ricciotti Garibaldi, testimoniante l'approvazione dell'intera famiglia verso il bozzetto di Rutelli, la decisione fu presa in favore dello scultore siciliano. A Guastalla, dopo il rifiuto del bozzetto e a seguito delle lamentele inoltrate dinnanzi all'avanzamento dello stato progettuale, furono riconosciuti, due anni dopo, a titolo di indennizzo 10.000 lire mentre a Rutelli, per l'ottenimento della commissione prevista in consegna per il 1º giugno 1932, 800.000 lire versate in quattro rate, a fronte del contratto siglato il 19 dicembre 1929.

### Realizzazione
Durante una visita nello studio dello scultore in via Farini pare sia stato Mussolini a decidere di inserire la figura del figlio Menotti in braccio ad Anita, facendo così diventare l'eroina anche un'universale figura di madre esemplare. Dopo un momentaneo arresto della realizzazione, dovuto a motivi economici, Rutelli riprese i lavori, terminando il bozzetto in gesso a grandezza naturale nel luglio del '30. Nel maggio dell'anno successivo, furono terminati anche i gessi degli altorilievi (nel frattempo aumentati in grandezza e in numero di personaggi sino a 65 e optando per il bronzo anziché per il marmo), la fondazione del piedistallo e quasi terminate le fusioni in bronzo del gruppo equestre. Grazie ad un centinaio di operai, il 5 agosto 1931 il gruppo risultò fuso e cesellato ed erano state approntate le cere dei bassorilievi, anch'esse destinate alla Fonderia Oreste Buongirolami. Il 9 dicembre avvenne la messa in posa al Gianicolo, per un totale complessivo di 40 quintali.
In aiuto di Rutelli, vi fu Silvestre Cuffaro, che lo aiutò nell'iconografia di Anita amazzone e, probabilmente, anche nella stesura progettuale dei bassorilievi.
L'ex sindaco di Roma Francesco Rutelli, pronipote dello scultore Mario, in un'intervista riferì che poiché non vi era un'iconografia di Anita Garibaldi, in quanto morta giovane, la persona effigiata nella statua è sua nonna Graziella.

## Descrizione
La composizione rappresenta gli episodi più celebri dell'esistenza di Anita, raffigurata a cavallo, pistola in pugno, sorreggendo il figlio neonato Menotti, mentre cerca di sottrarsi alla cattura nell'accampamento di São Luís accerchiato dalle truppe imperiali durante la Guerra dei Farrapos.
Il dado del piedistallo, composto in travertino su base gradonata, è ornato, sui quattro lati, da pannelli bronzei che raffigurano, in altorilievo, episodi dei quali la donna fu protagonista, col figlio in braccio, mentre fugge a briglie sciolte dai soldati imperiali, in sviluppo continuo e senza campiture architettoniche:
- lato corto frontale e sul lungo destro: Anita a cavallo a capo dei garibaldini, durante la battaglia di Curitibanos (18 gennaio 1840)
- sul lato lungo sinistro: Anita fatta prigioniera dopo la battaglia, riesce a fuggire e cerca il corpo di Garibaldi
- sul lato posteriore: Garibaldi, inseguito dagli austriaci, durante la fuga nella pineta ravennate trasporta Anita morente verso la fattoria dove poi morirà.[14][20]

## Stile
Uno dei motivi per il quale Mussolini tornò su Rutelli togliendo l'incarico ai precedenti assignatari, fu probabilmente grazie al suo stile «più tradizionale e garante di un “realismo idealizzato”» maggiormente adatto alla realizzazione di un monumento celebrativo.
L'opera di Rutelli fu il «l'esito controverso della tarda maturità di uno scultore dalle radici figurative saldamente ottocentesche» che seppur aveva assimilato la lezione del monumento risorgimentale «risolveva il termini figurativi efficaci il significato dell'opera», realizzando lo spirito sia dell'eroina che della madre grazie alle movenze della statua equestre assieme alle iconografie della moderna amazzone, di derivazione sia storica che leggendaria.

## Inaugurazione
Due giorni prima dell'inaugurazione, il 2 giugno, i resti di Anita, esumati dalla tomba di Nizza e stanziati temporaneamente al Cimitero di Staglieno, dopo una lunga trattativa con il Governo francese, giunsero a Roma a bordo di un treno speciale per essere tumulati nel basamento. La bara, portata a spalla da cinque ex Garibaldini, fu avvolta nello stesso tricolore che per volere di Garibaldi aveva ornato il feretro di Mazzini nel 1872.
Il monumento venne inaugurato il 4 giugno 1932 in presenza dei componenti della famiglia Garibaldi, i Reali, un centinaio di ex Garibaldini, Cacciatori delle Alpi superstiti, Benito Mussolini, le più alte autorità civili e militari, le delegazioni diplomatiche straniere inviate dai governi di Brasile, Francia, Uruguay, Inghilterra, Polonia, Ungheria, Cuba, Grecia, Giappone  ed Albania, oltre ad una grande folla di cittadini e dinnanzi ad un discorso inaugurale dello stesso Mussolini. Secondo Ezio Garibaldi, il monumento fu accolto dal favore del pubblico ma messo in discussione dalla critica, deludendo l'autore che a breve si sarebbe ritirato definitivamente nella sua città natale, Palermo.
Nel 1942, il piazzale dove sorge il monumento fu dedicato ad Anita, mentre nel frattempo le era stata tolta l'intitolazione della piazza lungo via Giacinto Carini, nel quartiere Gianicolense.

## Stato di conservazione e restauri
Viste le criticità presenti a livello generale, nel 1990 si intervenne sia sulle superfici che nella struttura interna. Sia le parti bronzee che quelle in pietra, furono oggetto di pulizia e trattamenti anticorrosione oltre ad esser state attuate pulizie meccaniche in alcuni punti specifici. Nonostante siano state create aperture per evitare ulteriori aggressioni, i fenomeni di corrosione si ripresentarono nuovamente. Dopo circa vent'anni, l'opera mostra nuovamente lesioni dovute, come precedentemente avvenuto, all'ossidazione della struttura portante. Si procedette quindi a realizzare consolidamenti strutturali a fronte anche delle preoccupazioni riguardo la staticità dell'opera oltre a creare zone di deflusso per impedire il ristagno acqueo e alla pulitura di zone del basamento. Fu inoltre sostituita la corona bronzea posta sulla base del monumento, mutilata da atti vandalici, con una copia in resina opportunamente tinteggiata per simulare il colore dell'originale. Le iscrizioni delle targhe son state rubricate con resina acrilica colorata con pigmenti naturali.
Il 17 marzo 2011 vennero resi pubblici, dall'allora presidente Giorgio Napolitano, i risultati degli ultimi restauri inerenti sia il monumento ad Anita che quello dedicato a Garibaldi oltre agli interventi su vari busti del Gianicolo.

## Galleria d'immagini

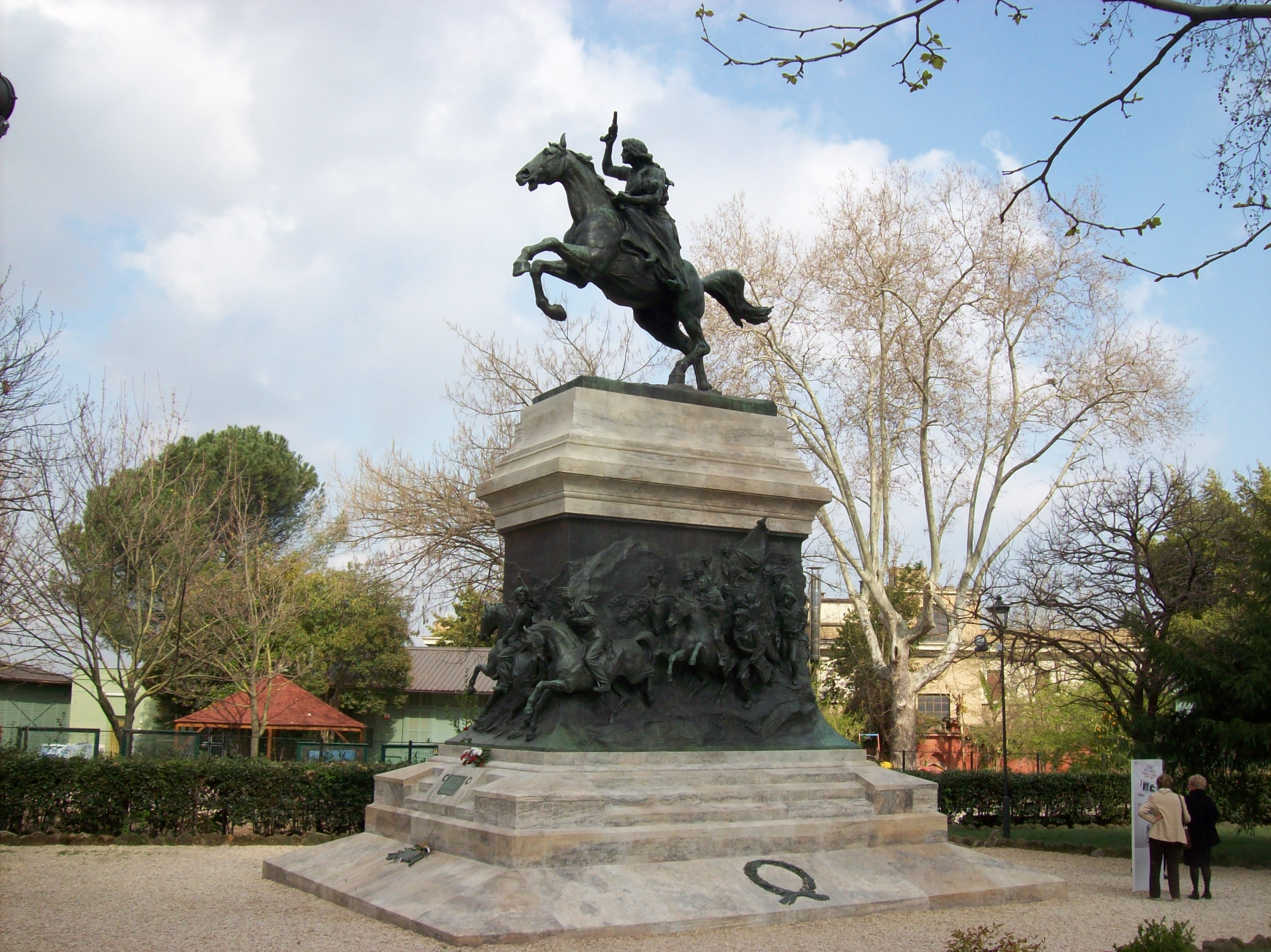
Vista d'insieme
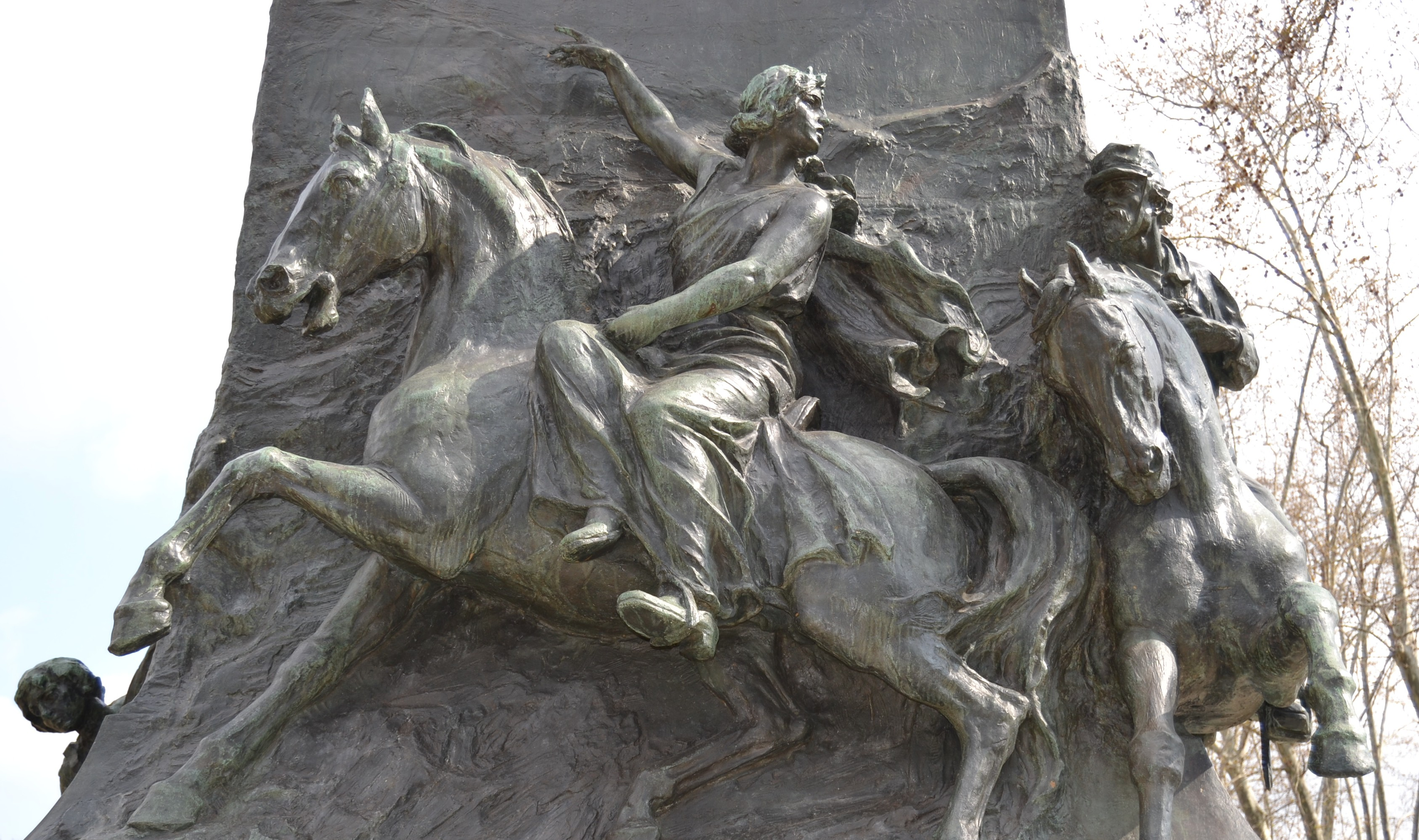
Pannello sud
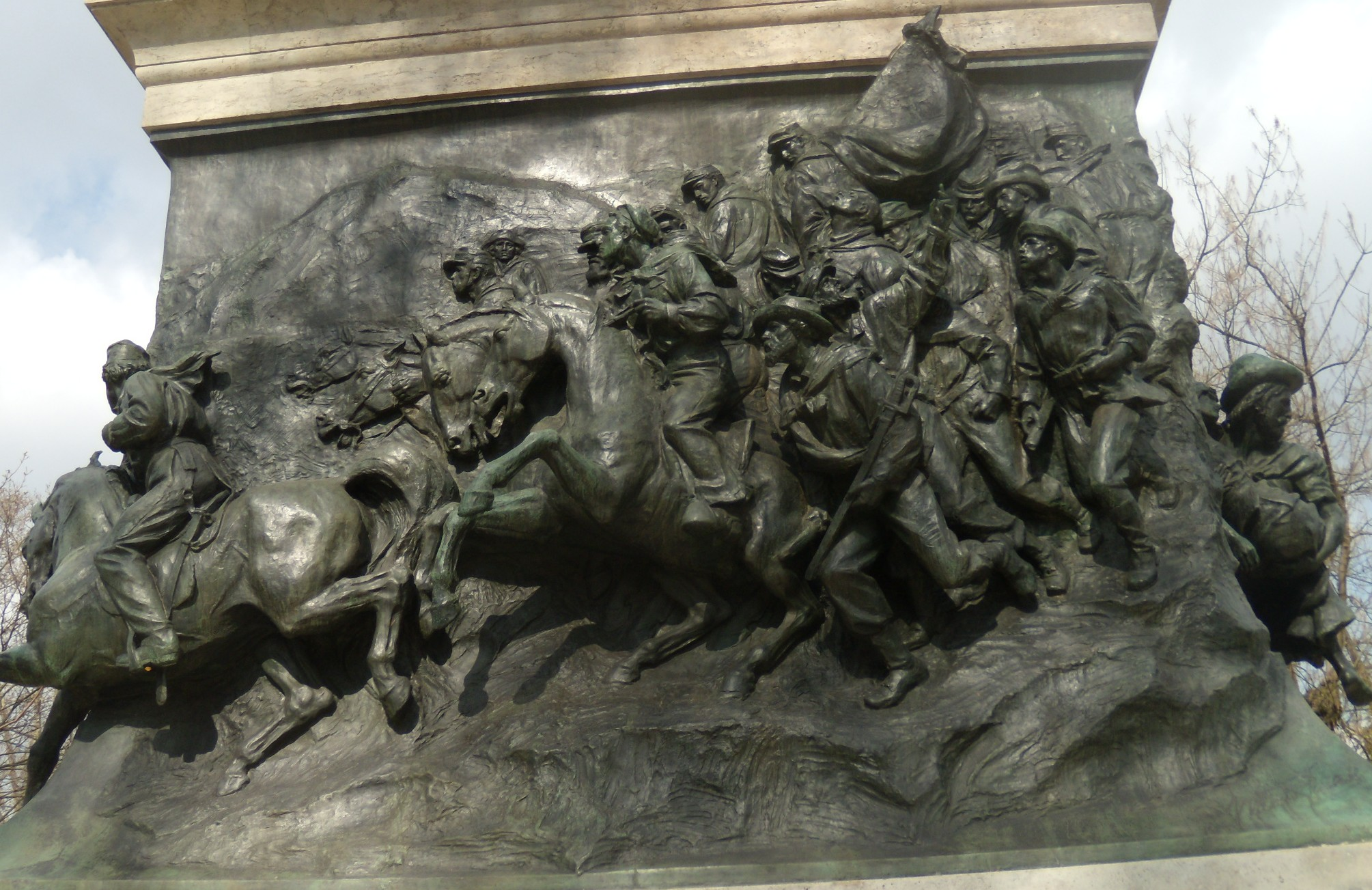
Pannello est
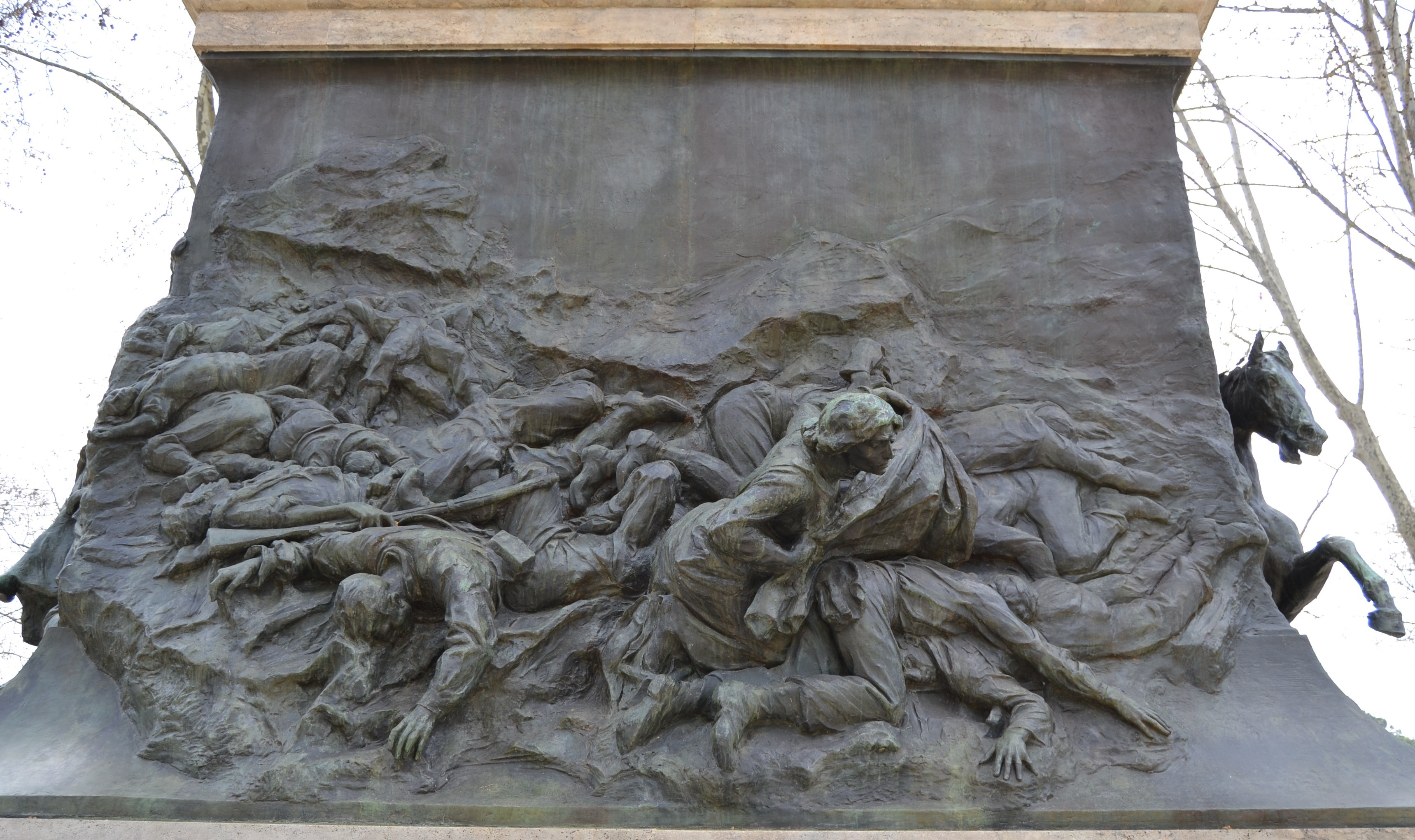
Pannello ovest
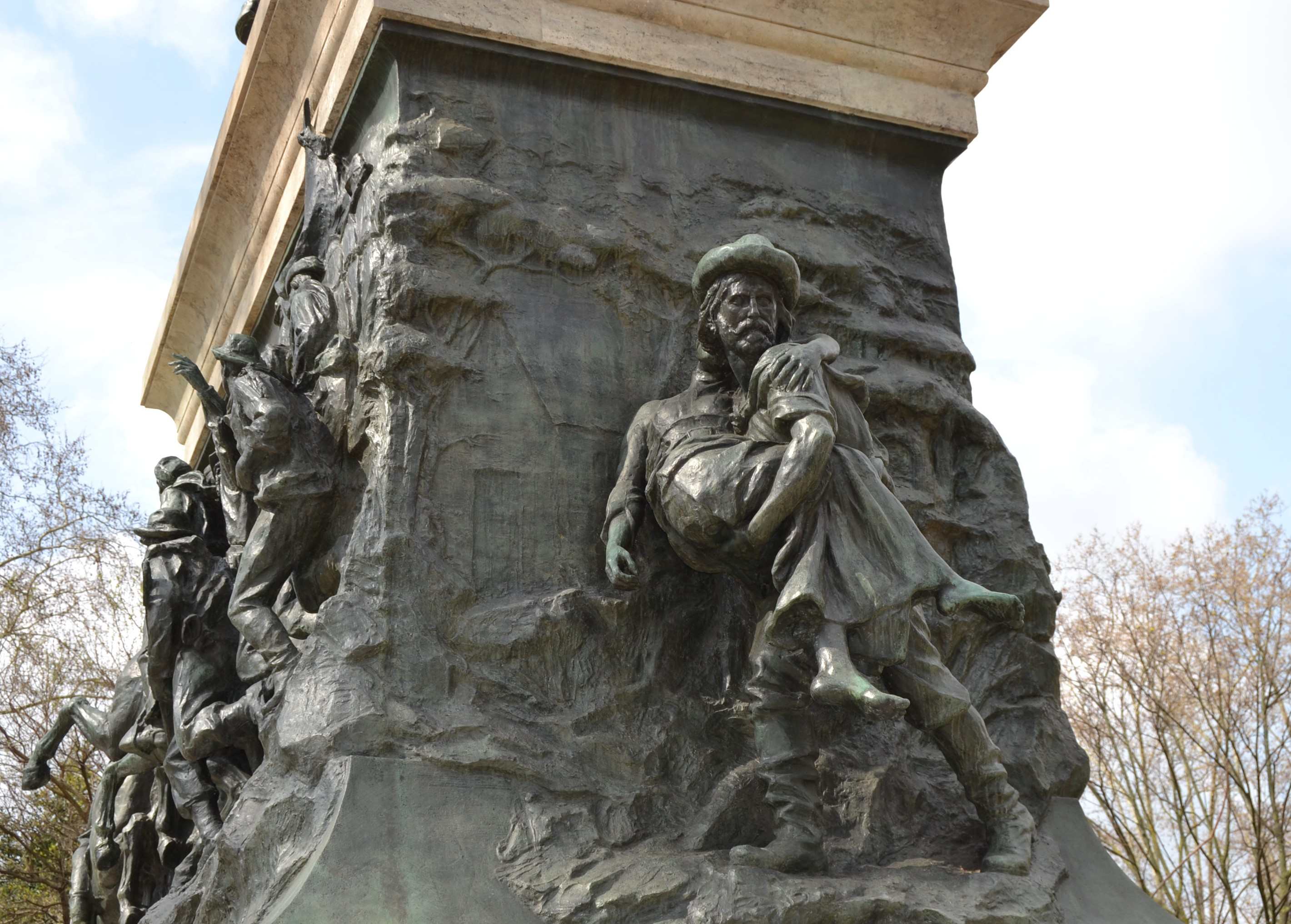
Pannello nord
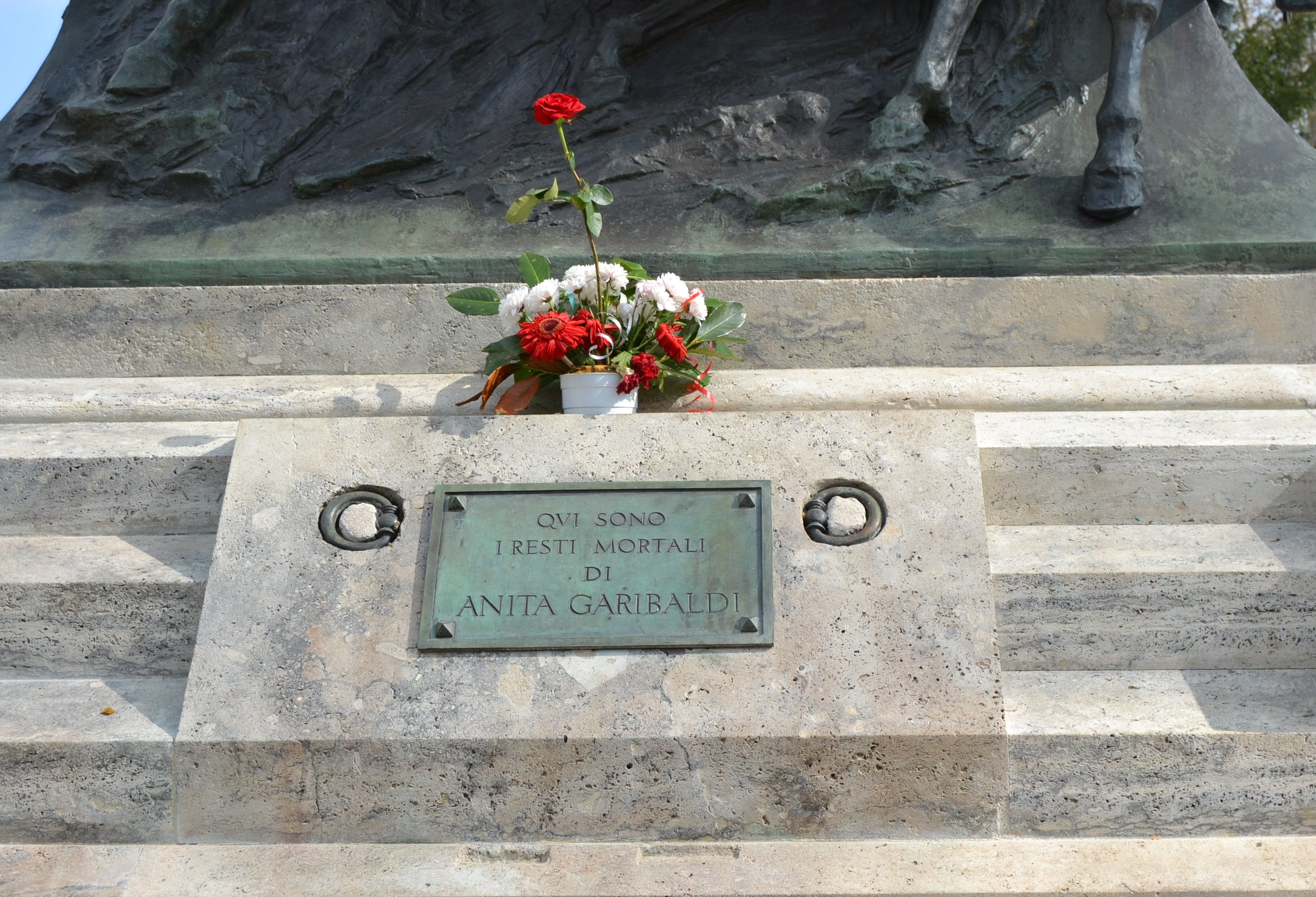
Sacello di Anita Garibaldi
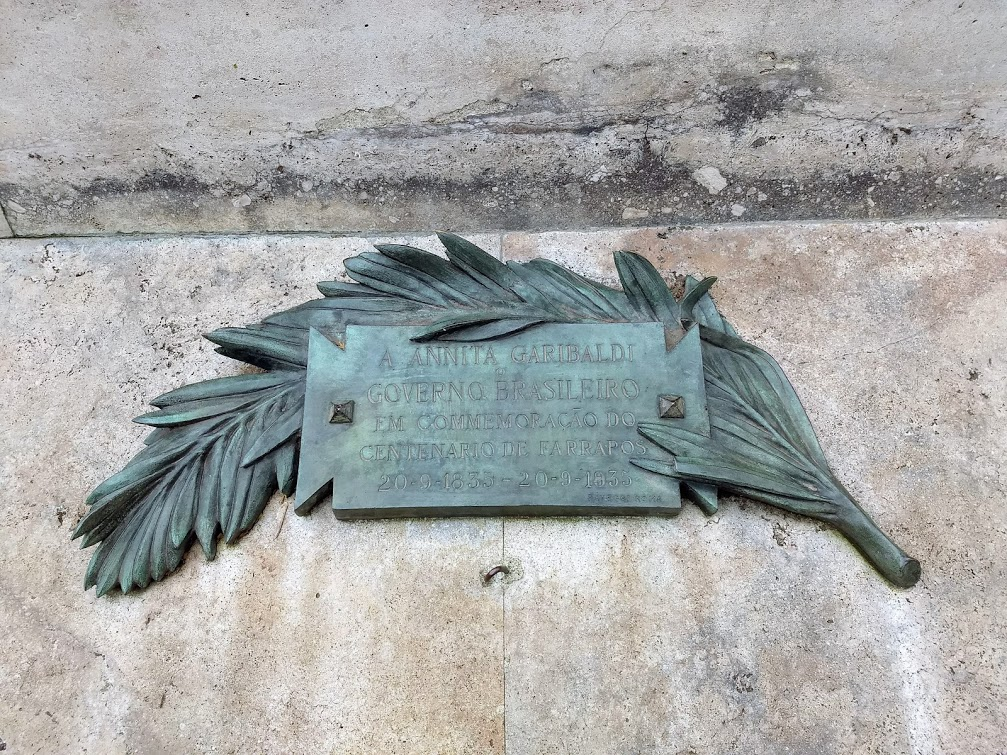
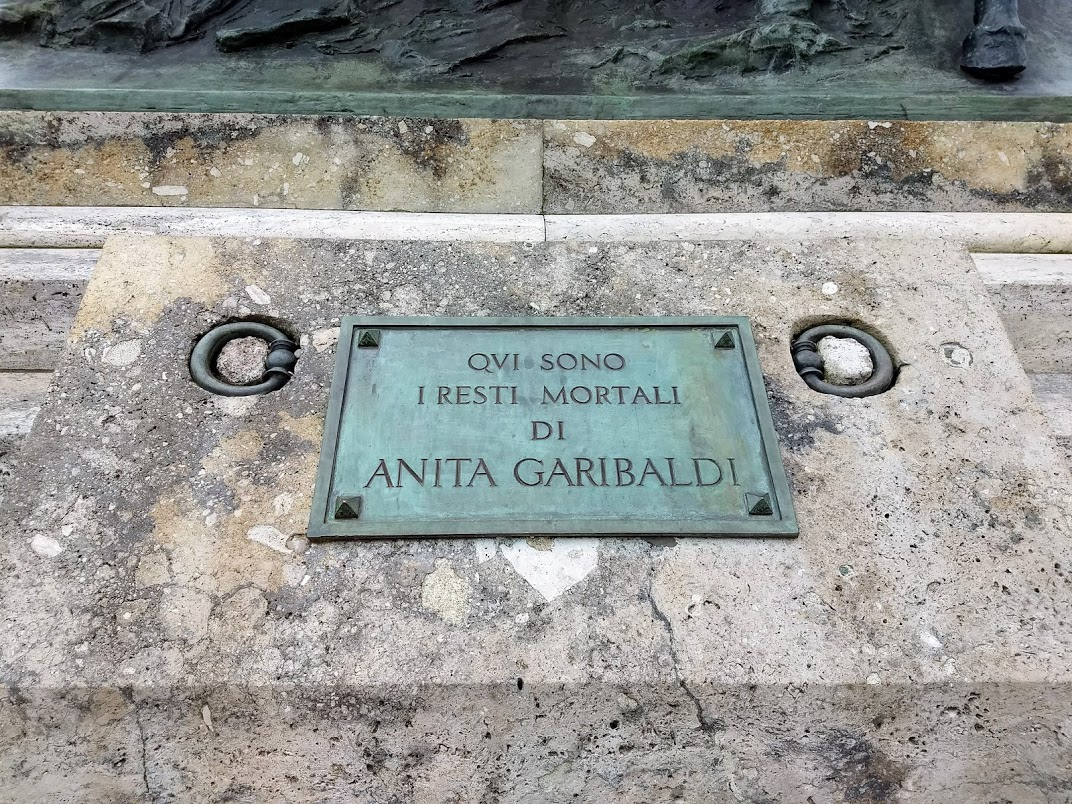

### Approfondimenti
- Per i restauri:  Alessandro Cremona e Anna Maria Cerioni, L’epopea del ricordo: storia e restauri delle memorie e dei monumenti pubblici della Passeggiata del Gianicolo. In:  Carla Benocci e Marcello Fagiolo (a cura di), Gianicolo il colle “aureo” della cultura internazionale della sacralità e della memoria, su academia.edu,  pp. 213-237. URL consultato il 22 luglio 2022.
- Per la descrizione dettagliata del primo bozzetto di Rutelli:  Stefano Grandesso, Il monumento ad Anita Garibaldi a Roma, su academia.edu,  pp. 172-174. URL consultato il 21 luglio 2022.